# Rafael María Nze Abuy
Rafael María Nze Abuy (Puerto Iradier, 12 de setembre de 1926 - Malabo, 7 de juliol de 1991) fou un religiós de Guinea Equatorial, bisbe de Bata i arquebisbe de Malabo.

## Biografia
Membre de l'ètnia Fang, el 1940 va ingressar al seminari de Banapa (illa de Fernando Poo). Ingressà en l'orde dels Fills del Cor de Maria i es traslladà al monestir de Santo Domingo de la Calzada, on estudià filosofia i teologia, ordenant-se sacerdot el 1954. Després marxà a Roma, on es doctorà en Teologia, i es llicencià en dret canònic a la Universitat de Salamanca.
En 9 d'agost de 1965 fou nomenat vicari apostòlic a Río Muni i bisbe titular de Sutunurca, el primer bisbe guineà nadiu consagrat a Espanya. El 3 de maig de 1966 fou nomenat bisbe de Bata. Continuà en el càrrec arran de la independència de Guinea Equatorial, però degut a la política del dictador Francisco Macías Nguema contra els religiosos claretians fou obligat a exiliar-se l'abril de 1972 i a renunciar al seu càrrec el 9 de maig de 1974.
Fou reposat en el seu càrrec el 26 de juny de 1980, però el deixà el 1982 quan fou nomenat arquebisbe de Malabo, càrrec que va mantenir fins a la seva mort el 1991.